# Luhy (Nové Město)
Luhy jsou dnes již zaniklou vesnicí v katastru obce Nové Město v okrese Hradec Králové, která se nalézala asi 2 km severně od obce. V oblasti se nachází Lužský les a Bažantnice Luhy s hájovnou. Pozemky jsou v majetku rodu Kinských. Obora - včetně památných stromů i míst opředených lokálními pověstmi - bývala volně přístupná, avšak po smrti Radslava Kinského (1928 - 2008) noví dědici oboru postupně úplně uzavřeli veřejnosti a využívají ji ke komerčním účelům.

## Historie obce
V historii obce jsou zmiňována následující data:
- první písemná zmínka z roku 1320, vlastníkem Jaroslav z Luhů (Jaroslaus de Luha)
- 1356 je prvně zmiňován dřevěný farní kostel, přibližně v místech dnešní hájovny – zvony z něj po zániku kostela přeneseny do kostela sv. Filipa a Jakuba v Mlékosrbech
- 1375–83 patronem kostela vladyka Racek z Přestavlk
- po Rackovi patronem kostela Jan Šesták z Přestavlk
- 1391 pánem v Luhách Čeněk z Přestavlk, syn Šestákův
- po Čeňkovi pánem v Luhách Mikuláš Kokot ze Slemene, možná poručník Unky
- 1410–29 pánem v Luhách Unka z Přestavlk, jeden z předních vladyků Chlumecka
- po smrti Unky pánem v Luhách Dobraň z Kochovic a Vaněk Kavalec z Lipoltic
- od roku 1432 pánem v Luhách Vaněk Rezek, zeman v Mlékosrbech
- v roce 1495 majitelem Luhů snad Jan Bořek z Poličan – tou dobou mají Luhy 10–25 osedlých (tj. hospodářství)
- po smrti Jana Bořka majitelem jeho syn Václav Bořek z Dohalic, hejtman Hradeckého kraje
- 1528 Luhy koupil Vojtěch z Pernštejna, který je připojil k Chlumeckému panství
- jedna z posledních zmínek o Luhách v roce 1571
- Berní rula z roku 1654 již Luhy neuvádí – obec zřejmě zanikla kvůli častým záplavám okolního lužního lesa. Zbylí obyvatelé se pravděpodobně přestěhovali do Mlékosrb (Lužský les byl pak až do roku 1910 v majetku mlékosrbské farnosti).
- 1835 na místě stojí myslivna (Forsthaus) a bažantnice (Fasanengarten), v okolí jsou stále ještě patrné stopy po bývalém kostelu
- 1930 Luhy tvoří jen myslivna, 2 domy a 5 stálých obyvatel

## Památné stromy

#### Morana
Nejznámějším stromem Lužského lesa byl jilm vaz, zvaný Morana, jehož stáří se odhadovalo na 800 let. Strom byl již na počátku 20. století ve špatném stavu, v roce 1940 proto byly jeho větve zpevněny železnými kruhy a zafixovány ocelovými lany, dutina v kmeni pak byla zakryta zpředu dvířky a shora šindelovou stříškou. Poslední pokus o záchranu stromu provedl v roce 1952 dr. Dobroslav Žofák, strom se nicméně zachránit nepodařilo. V roce 1963, kdy byl strom zcela zničen, publikoval dr. Žofák v místním tisku článek „Zlý konec Morany“, v němž mj. uvádí: „Dnes je z památného kmene jen malý zbyteček. Když vloni byl strom silně poškozen vichřicí a kmen bez koruny, bylo rozhodnuto zbytek kmene ošetřit a upravit vhodně jako přírodní památku. Správa lesního hospodářství v Chlumci nad Cidlinou pověřila touto prací svého zaměstnance soudruha Čáslavského a soudruha Matochu, lesníka v Luhách. Oprava dopadla tak, že zbylý kmen lehl popelem! Neopatrnost při vykuřování sršňů k tomu stačila. Malý zbytek kdysi velkého stromu bude již jen připomínat, že tu kdysi stál strom, jakému široko daleko rovno nebylo. A to je tedy konec Morany v Luhách u Chlumce. Je to smutný konec!“
Místo, kde Morana stávala, je označeno plechovou tabulkou s textem „Zde stával historický 800 let starý vaz „Morana“. Pověst „Jan za chrta dán“. Shořel roku 1963.“

#### Jan, Kráska a Rychlan
V Lužském lese rostou tři duby letní, která byly prohlášeny za památné stromy. Nejstarší z nich se jmenuje Jan, jeho stáří se odhaduje na 350 let, je vysoký 28 metrů a obvod jeho kmene měří přes 610 cm. Nachází se u lesní cesty v blízkosti silnice z Písku do Mlékosrb. Další dub, Kráska, stojí v blízkosti mostu přes Mlýnskou Bystřici, jeho stáří se odhaduje na 200 let, obvod kmene má 480 cm, a vzhledem k tomu, že stojí mimo lesní porost u tzv. Bezedného jezírka, se svojí výškou 25 metrů dominuje okolí. Podobné parametry má i dub Rychlan, který stojí vedle cesty od lužské hájovny směrem k hřebčínu Ostrov. Duby jsou pojmenovány po hlavních aktérech místní pověsti o rytíři Sosnomilovi a jeho psu.

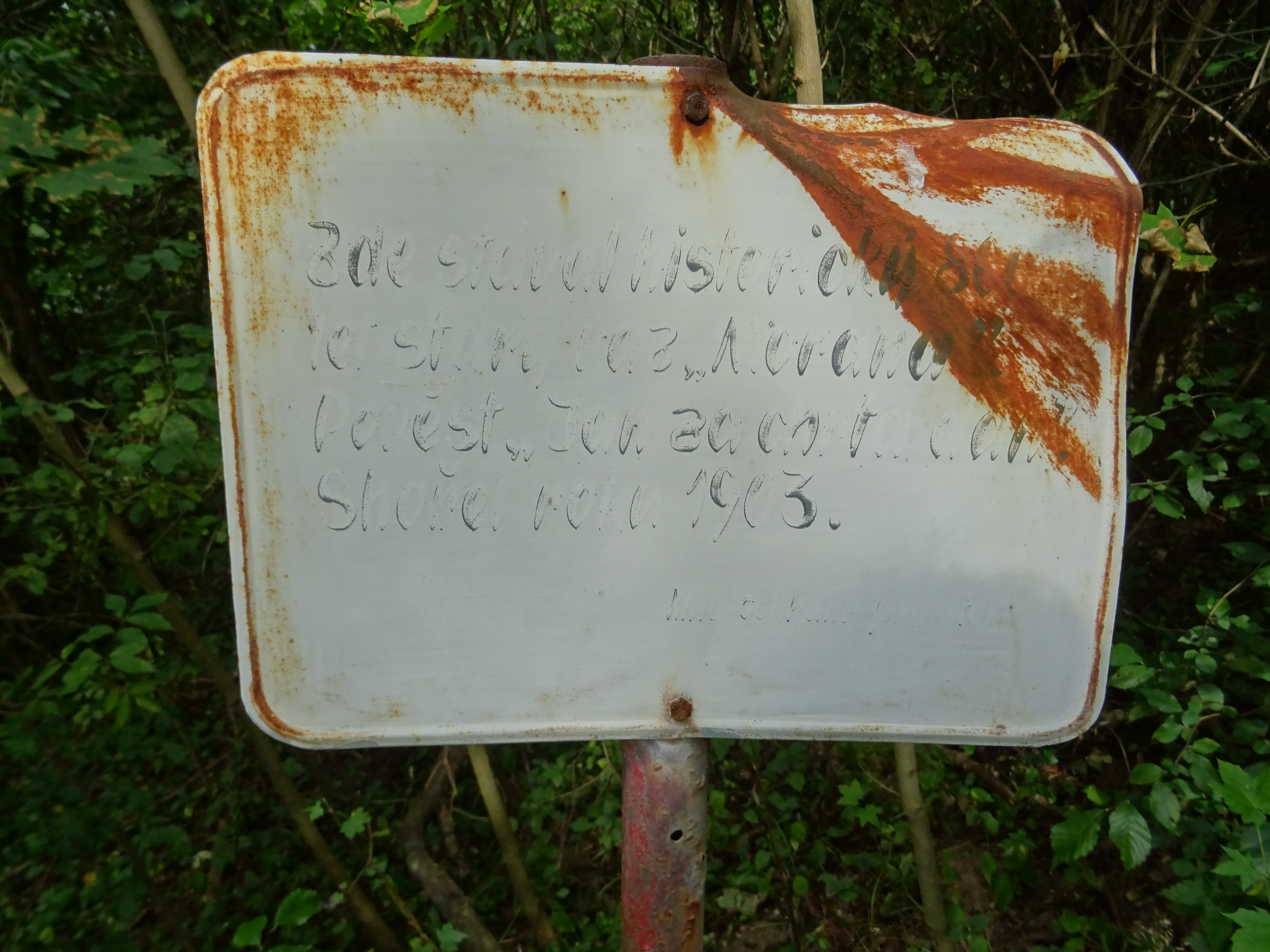
Tabulka na místě Morany
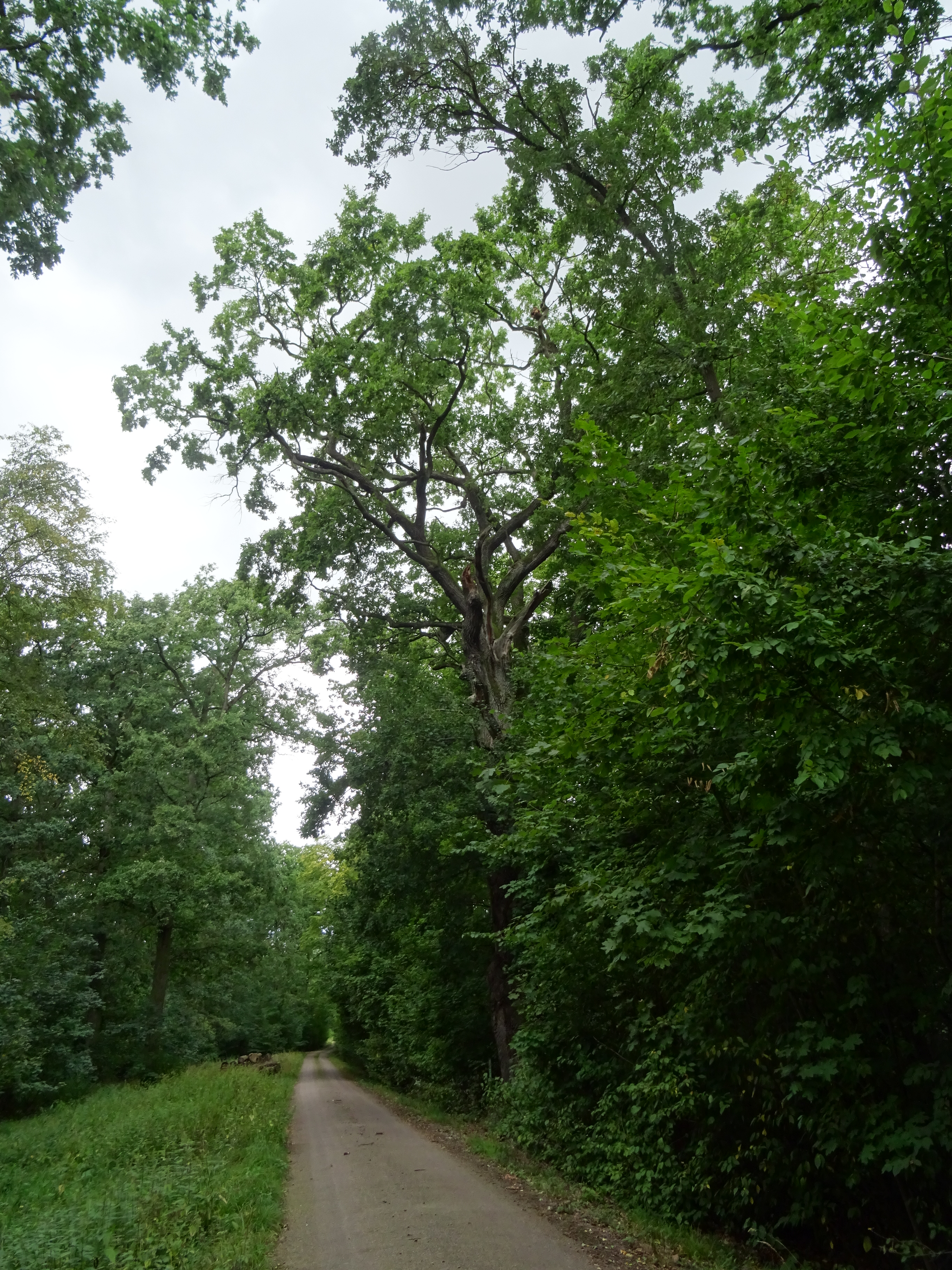
Dub Jan
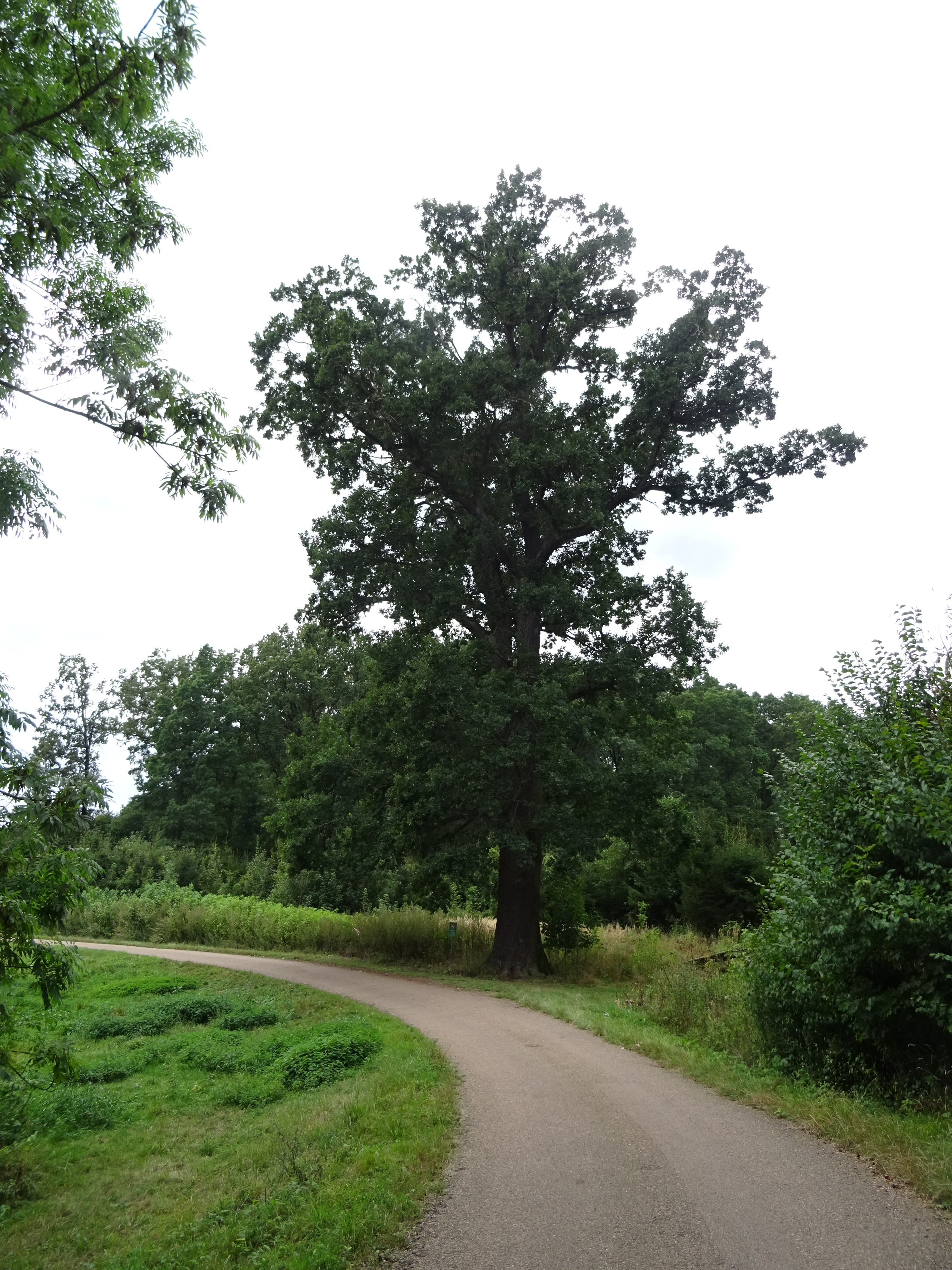
Dub Kráska
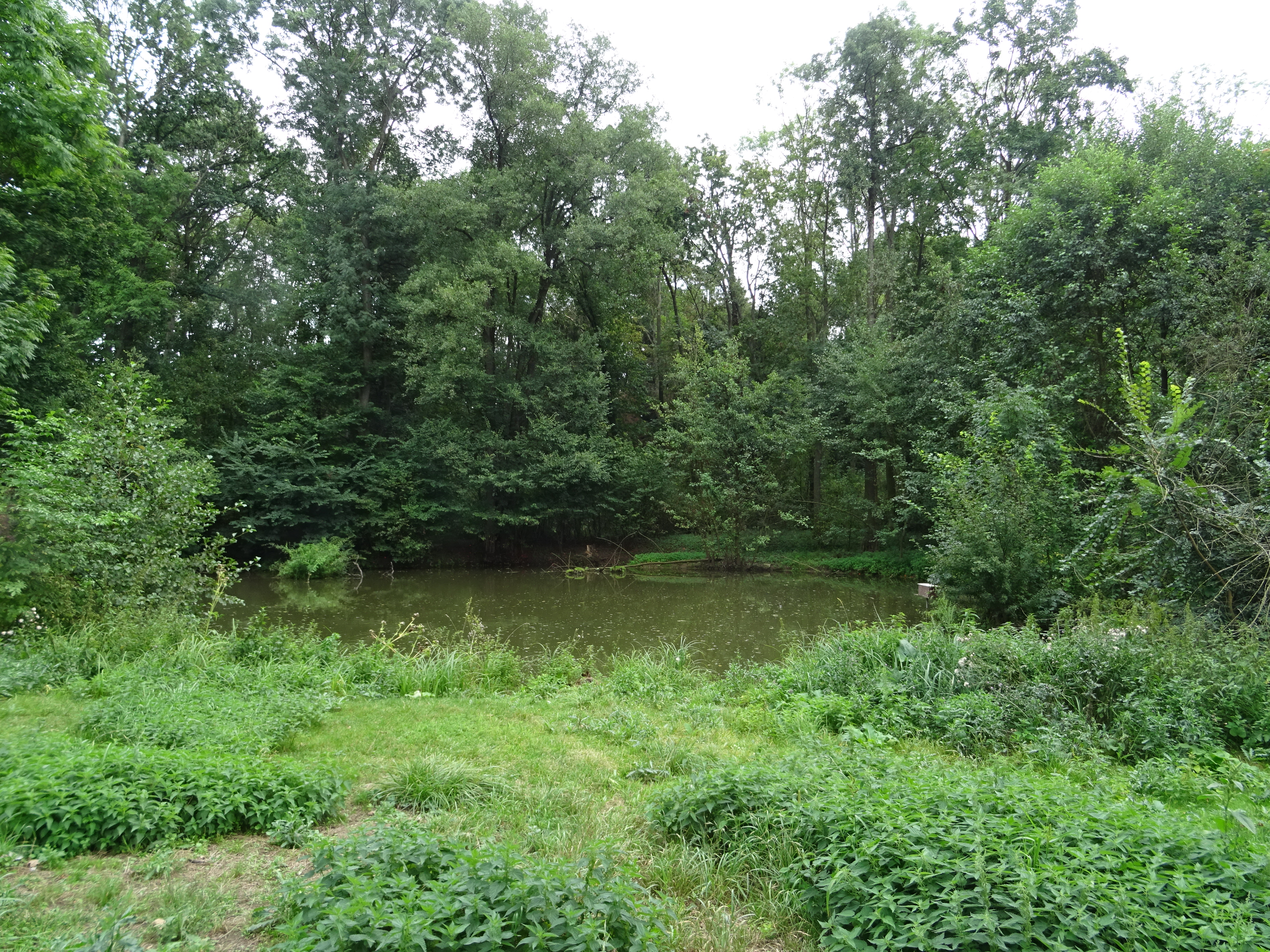
Bezedné jezírko

## Pověst o rytíři Sosnomilovi
Rytíři Sosnomilovi se během lovu v Chlumeckých lesích ztratil jeho oblíbený chrt Rychlan. Čarodějnice Morana se nabídla, že mu jej přivede zpět, a to výměnou za Sosnomilova panoše Jana, kterého ale tajně milovala rytířova dcera zvaná Kráska. Rytíř s výměnou souhlasil, Morana mu skutečně přivedla chrta Rychlana zpět a on jí Jana skutečně věnoval výměnou. Když se ale Kráska dozvěděla o Janově zmizení, zničená žalem se vypravila do lesů hledat čarodějnici Moranu, aby Jana zachránila. Chrt Rychlan pak záhy uhynul. Zoufalý Sosnomil, kterého tížilo svědomí, nechal v Lužském lese zbudovat kostelík a do něj umístit stříbrný zvon. Ten ale namísto zvonění zpíval jen: „Jan, Jan, za chrta dán.“ Kráska čarodějnici Moranu našla, svého Jana vysvobodila a společně se vrátili do Luhů. Vedle nového kostelíka nalezli také poustevnu, kam se uchýlil Sosnomil, aby se kál za své hříchy. Ten, když šťastný pár uviděl, smířen s bohem vypustil duši. Kam se poděl kostelík a poustevna, prý nikdo neví, ale když jakási žena máchala prádlo v Bezedném jezírku, prý zvon omylem vytáhla – jakmile ale zazpíval své „Jan, Jan, za chrta dán“, lekla se a zvon i koš s prádlem do jezírka upustila.
Existuje i verze pověsti, ve které Jan u čarodějnice Morany umírá a rytíř Sosnomil, když se dozví o lásce své dcery k Janovi, ze zoufalství spáchá sebevraždu.
Pověst byla mnohokrát zaznamenána či dále zpracována:
- Karel Sudimír Šnajdr: Jan za chrta dán a jiné básně
- Václav Kliment Klicpera: divadelní hra Jan za chrta dán (1828)
- August Sedláček: Sbírka pověstí historických lidu českého v Čechách, na Moravě a ve Slezsku (1895)
- v roce 1911 zaznamenal pověst chlumecký řídící učitel Bohuslav Klenka
- Josef Kubín: Lidové povídky z českého Podkrkonoší (1926)
- Václav Horyna: Pověsti z kraje Malátova a Klicperova (1941)
- Vladimír Hulpach: Báje a pověsti z Čech a Moravy (2003)

Kromě Luhů u Chlumce nad Cidlinou jsou jako dějiště pověsti uváděny rovněž Kozojedy u Nového Bydžova.

## Kaplička
Na břehu Bezedného jezírka, v blízkosti mostu přes Mlýnskou Bystřici, byla v roce 1836 vybudována novogotická výklenková kaplička zasvěcená sv. Janu. Donátorem kapličky byl Oktavián Kinský se svojí manželkou Anežkou. Kdysi veřejnosti přístupná kaplička je součásti obory, kam od roku 2019 nejmladší potomci Kinských zakázali po několika staletích vstup veřejnosti. 

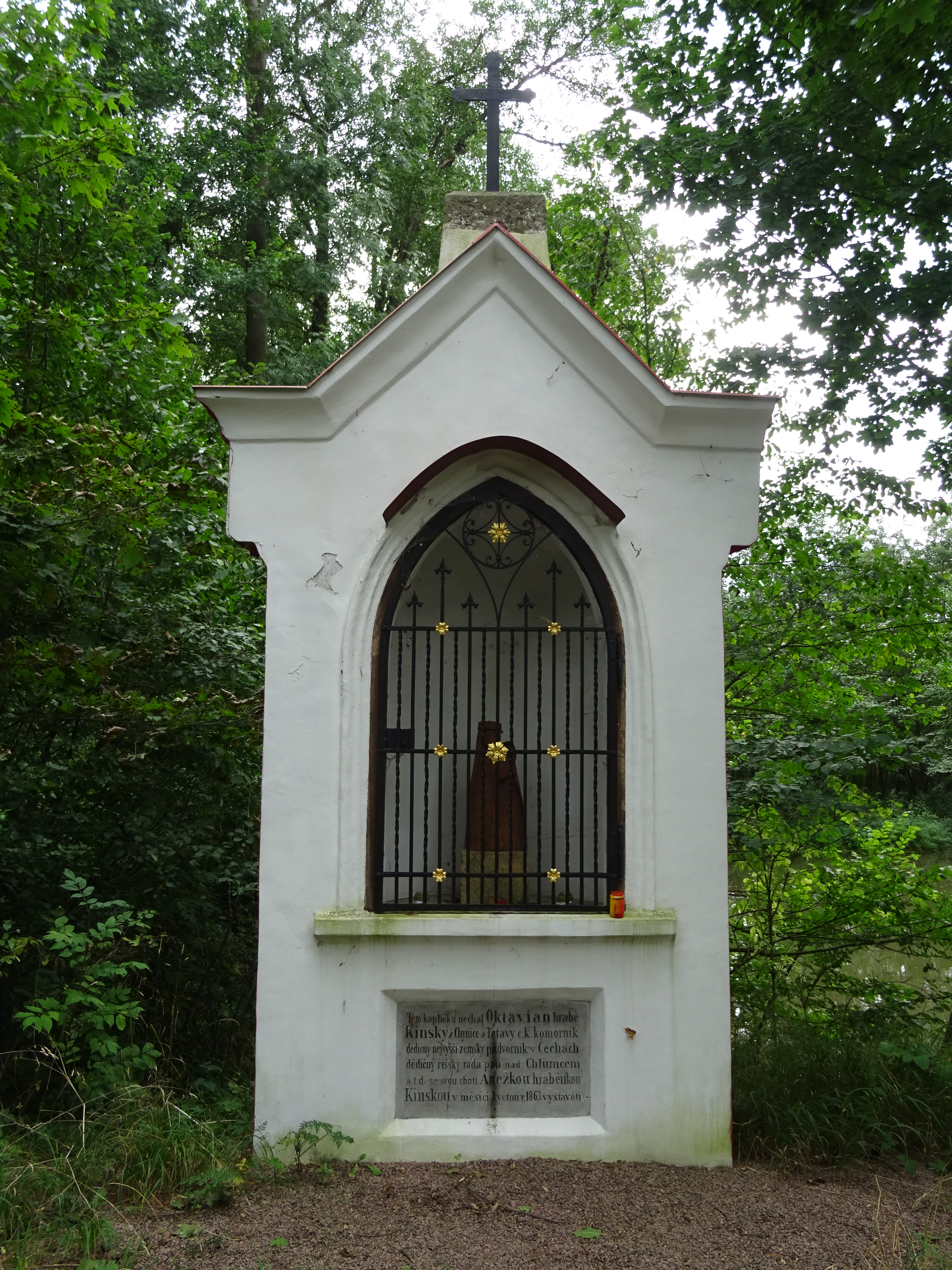
Kaplička sv. Jana
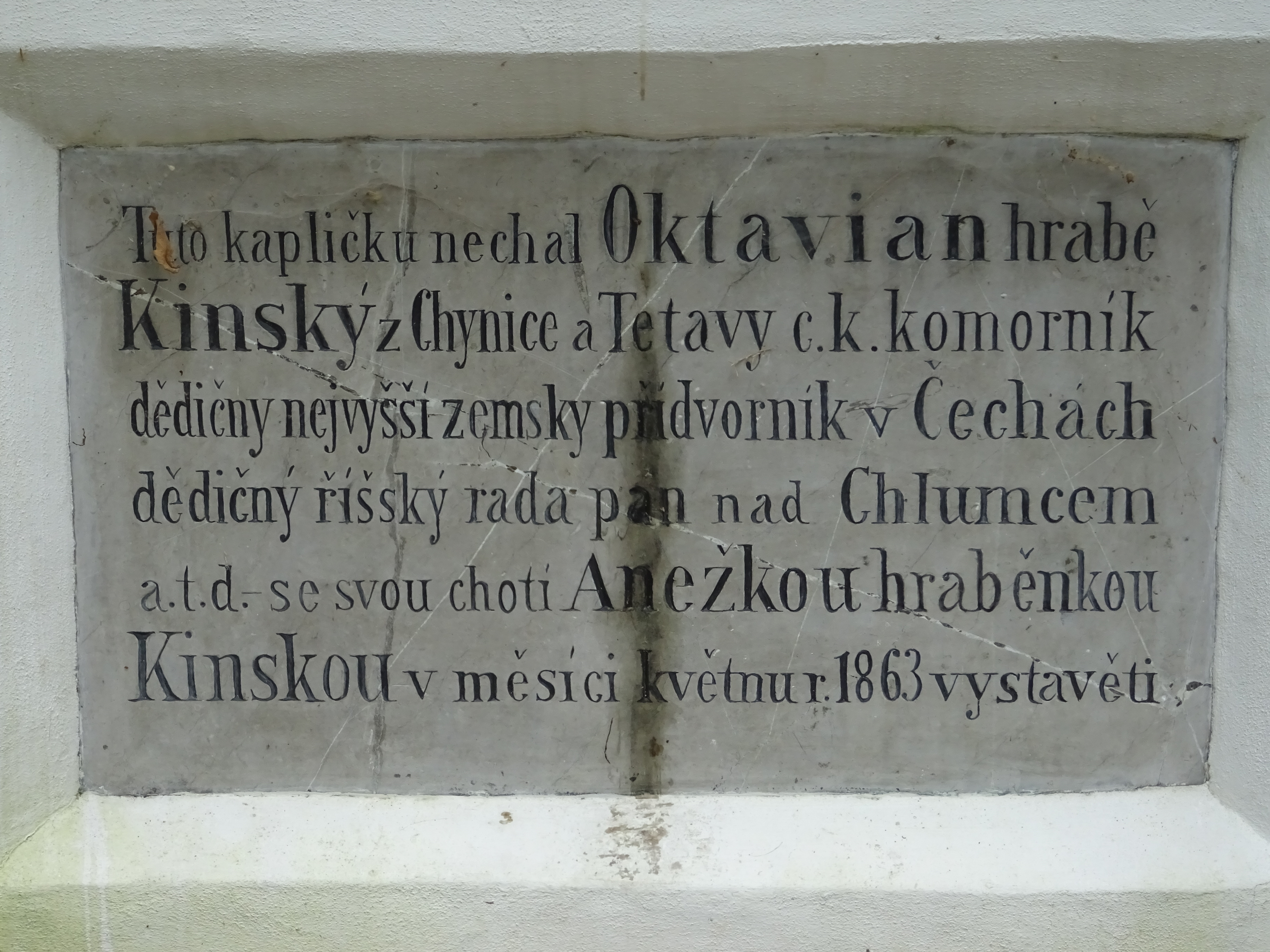
Nápis na kapličce
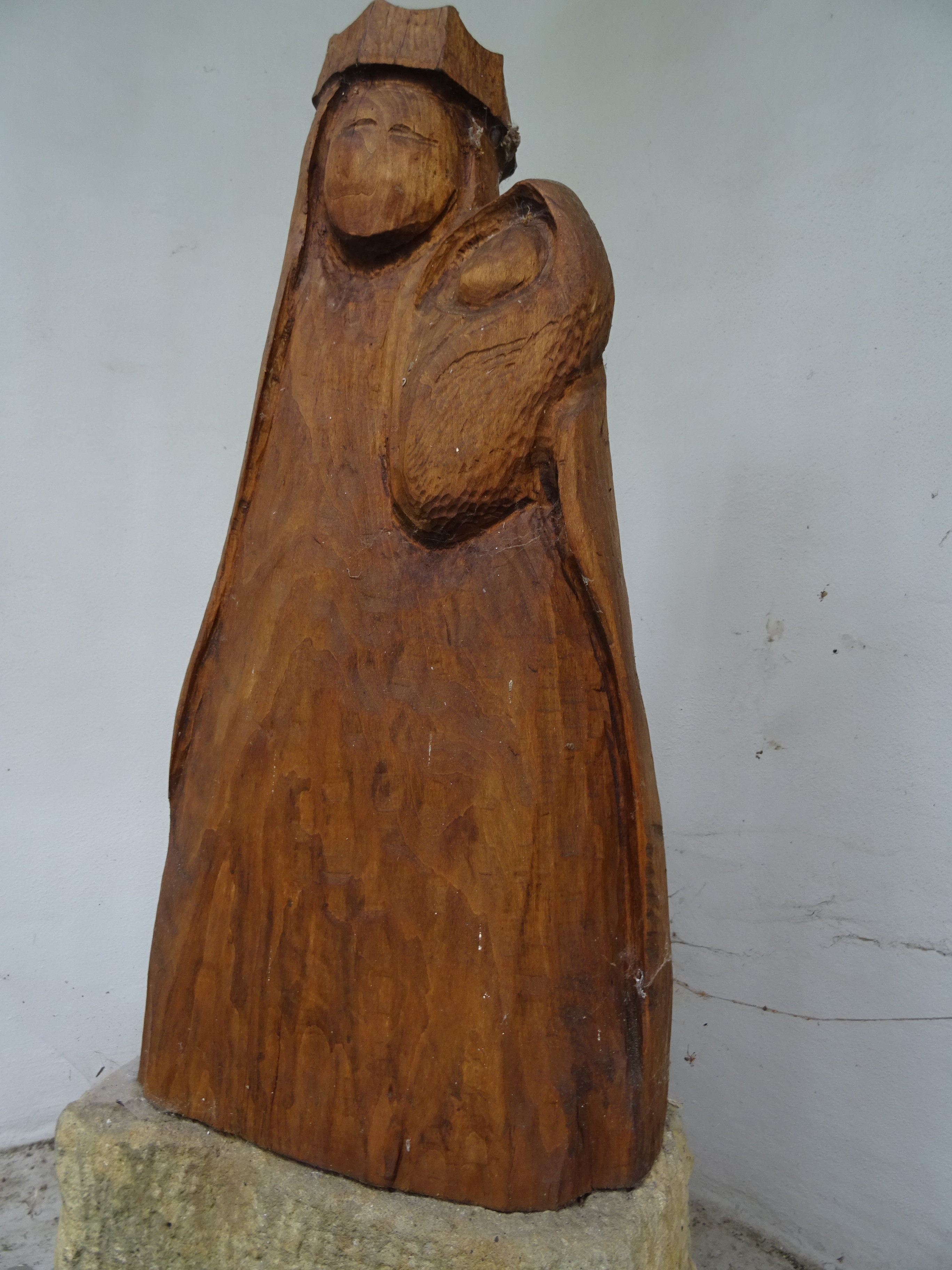
Soška v interiéru kapličky